# Harpactirella spinosa
Harpactirella spinosa là một loài nhện trong họ Theraphosidae.
Loài này thuộc chi Harpactirella. Harpactirella spinosa được William Frederick Purcell miêu tả năm 1908.